# Museu Memória do Jaçanã
O Museu Memória do Jaçanã (MMJ) foi fundado em dezembro de 1983, por Sylvio Bittencourt, na presença de dona Matilde Rubinato, viúva do Adoniran Barbosa, e seu sobrinho, Sergio Rubinato. O registro foi realizado no no 1º Cartório de Títulos e Documentos, CNPJ 56.579.527/0001-77 e registro no Ministério da Cultura sob o nº 35.001.334/87-52
A sede que, a princípio, ficava localizada na garagem do seu fundador, foi transferida para uma casa alugada na Rua Abílio Pedro Ramos, mas acabou retornando ao local de sua fundação, onde permaneceu até 1990. Em 1993, após realizar um abaixo-assinado reivindicando, junto à Procuradoria do Estado, à cessão de uma área de propriedade da Fazenda do Estado de São Paulo que estava completamente abandonada (cheia de mato, buracos e fossas sépticas), a sede foi transferida para o endereço que permanece até hoje, na Rua São Luiz Gonzaga.
Após a expedição de autorização para a utilização da área, a limpeza do terreno foi realizada pelos próprios associados. Em seguida, tornou-se necessário buscar, junto à Companhia Metropolitana de São Paulo, em seu canteiro de obras (onde hoje é a Estação Tucuruvi do Metrô), um pequeno galpão usado como alojamento de operários que não estava sendo utilizado. Após a doação do galpão, a sua instalação foi realizada pela comunidade em parceria com a Cia. do Metrô.
Colecionador desde seus vinte anos, o Sr. Sylvio possuía um pequeno acervo da história do bairro (jornais, objetos e depoimentos de famílias tradicionais) e decidiu transferir os objetos doados pelos moradores da região para o MMJ e, desde então, os itens são frequentemente visitados por estudantes e curiosos como fonte sobre a história da região.